# Vania Protti Traxler
Vania Protti Traxler (Milano, 6 novembre 1936) è un'imprenditrice italiana.

## Biografia
Proviene da una famiglia che ha legami con il mondo del cinema. Il nonno ed il prozio decisero infatti di dedicarsi al cinema invece che al caseificio di famiglia in provincia di Mantova. Conobbero anche i fratelli Lumière nel 1904, e in Italia cominciarono a proiettare le prime pellicole nelle piazze su teli bianchi. Il padre di Protti seguì le orme di famiglia continuando l'attività di esercente e ampliandola nel tempo.
Durante gli anni della seconda guerra mondiale, la famiglia Protti fu costretta a nascondersi tra le montagne poiché la madre di Vania era ebrea. Alla fine il padre decise di spostarsi a Milano, ritenendo la città più sicura.
Vania Protti Traxler è andata a scuola dalle suore e a 13 anni è stata mandata in collegio a Firenze. Si è sposata all'età di 19 anni con il cantante Ferruccio Merk Ricordi, in arte Teddy Reno. Hanno avuto un figlio, Franco, due anni dopo. Insieme hanno girato anche una pellicola, Sanremo - La grande sfida (P. Vivarelli, 1960), una commedia musicale prodotta dal padre di Protti, dove Vania impersonava la figlia di un editore musicale che si fidanza con un cantante.
All'età di 26 anni, dopo la separazione dal primo marito, aprì una boutique di moda a Riccione, lavoro al quale si è dedicata per una quindicina di anni. Ha deciso poi di chiuderla e occuparsi di cinema con il secondo marito, Manfredi Traxler, che lavorava alla RAI nel settore dei rapporti con l'estero. Hanno fondato nel 1976 la società di distribuzione Academy Pictures, che inizialmente si limitò ad una distribuzione classica, con un listino che comprendeva un film per genere (un western, un film per bambini, un giallo eccetera). Nel 1978 ci fu però la svolta: grazie a Il matrimonio di Maria Braun di  Fassbinder cominciarono a distribuire film d'essai, privilegiando le pellicole di autori europei emergenti per poi rivolgersi in seguito anche al cinema indipendente americano. Fecero conoscere al grande pubblico tanti importanti registi, tra i quali anche Peter Greenaway, Wim Wenders, Éric Rohmer, Jim Jarmusch, Atom Egoyan, Pedro Almodóvar, Krzysztof Kieślowski e Spike Lee.
La metodologia di lavoro consisteva nella fidelizzazione del pubblico attraverso la promozione del film e l'attivazione di un rapporto di fiducia con gli esercenti, i quali finivano per dare spazio anche ai film considerati più deboli del loro listino.
Dopo la scomparsa di Manfredi Traxler nel 2000, Vania Protti ha proseguito il lavoro di distributrice di cinema d'autore internazionale fondando prima la Lady Film e poi la Archibald Enterprise Film.
Peculiarità della distributrice era l'organizzazione di importanti pranzi in occasione dell'uscita dei film, con dei menù appositamente studiati per l'occasione.

## Premi e riconoscimenti
- 2006 – Premio Vittorio De Sica per l'attività di distributrice[4]

## Filmografia
- 1960 – Sanremo - La grande sfida, regia di Piero Vivarelli